# Complesso museale di San Francesco (Montone)
Il complesso museale di San Francesco a Montone, ospitato presso la chiesa di San Francesco e nell’omonimo convento, è costituito dalla pinacoteca e dal  Museo multimediale dei Fortebracci.

## Storia
Il complesso museale di San Francesco a Montone è stato inaugurato nel 1995, in seguito al riassetto delle raccolte dei musei locali del territorio umbro voluto dalla Regione intorno al 1990. L'iniziativa è stata promossa al fine di valorizzare i luoghi con peculiarità di carattere storico-culturale. Questo piccolo borgo in epoca quattrocentesca, attraverso la figura di Braccio da Montone, signore nel 1416 della città di Perugia, ha risentito di un più ampio quadro di circolazione culturale di artisti di grande fama. È stato infatti lo stesso Braccio a commissionare ad Antonio Alberti da Ferrara, pittore cortese che prestò la sua opera presso la corte estense sia le decorazioni della sua casa che il ciclo absidale della chiesa di San Francesco. In questo vivace clima mecenatesco,  operarono artisti del rango di Luca Signorelli, Bartolomeo Caporali, membro di spicco della scuola perugina assieme a Benedetto Bonfigli, Antonio Bencivenni da Mercatello, Berto di Giovanni ed altri pittori della cerchia della scuola umbra.

## La sede
Il complesso museale è situato all'interno di un antico insediamento francescano costituito dalla chiesa di San Francesco  (di cui si hanno notizie già a partire dal XIII secolo) e dall'adiacente convento, ampliato a seguito dell'aumento delle presenze di frati e conversi e delle crescenti necessità della comunità, intorno al XVI secolo.
Dopo l'Unificazione d'Italia  e la conseguente soppressione degli enti religiosi, il complesso è stato abbandonato dai frati minori ed è divenuto di proprietà statale.
Per circa un secolo la struttura, dopo l'abbandono forzato dei frati, è stata lasciata all'incuria del tempo e solo nel 1995, dopo una lunga e faticosa opera di restauro e recupero, è diventata sede del museo comunale.
Alcune sale dell'ex convento, a piano terra, sono state destinate, in seguito al restauro, al Museo multimediale dei Fortebracci.

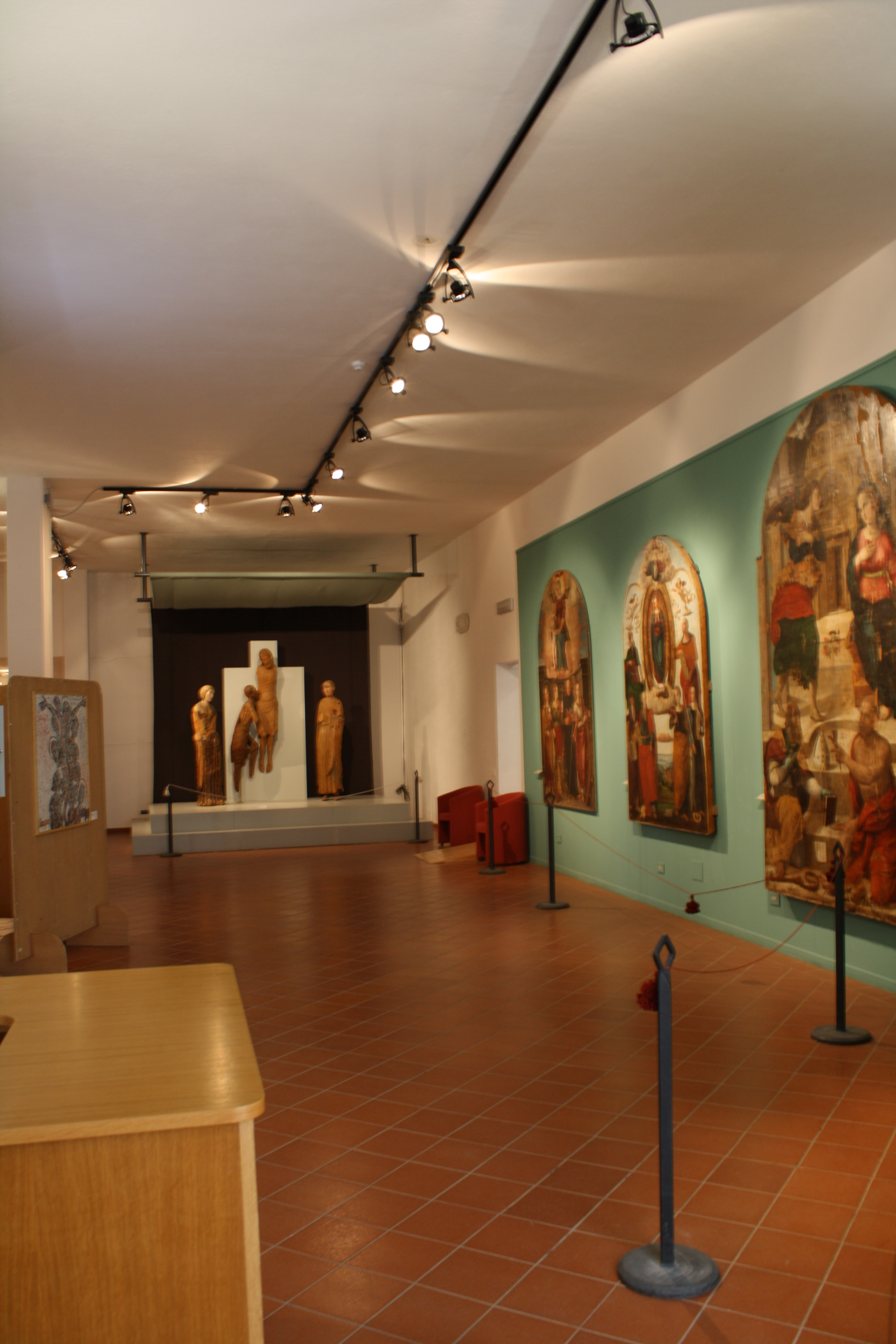
Interno pinacoteca

## Pinacoteca
Inaugurata nel 1995,al primo piano dell'ex convento ha oggi sede la pinacoteca comunale (attualmente, 2025, in riallestimento).
Gli annessi spazi conventuali sono stati destinati all'esposizione di dipinti, sculture e suppellettili provenienti dalle diverse chiese del territorio comunale.
Tra le opere di maggior pregio vi sono: il gruppo ligneo di Deposizione proveniente dall'antica pieve di San Gregorio Magno fuori le mura, la Madonna della Misericordia dipinta da Bartolomeo Caporali, gli alberi genealogici della famiglia Fortebracci e l'Annunciazione di scuola signorellesca.

### Gli alberi genealogici

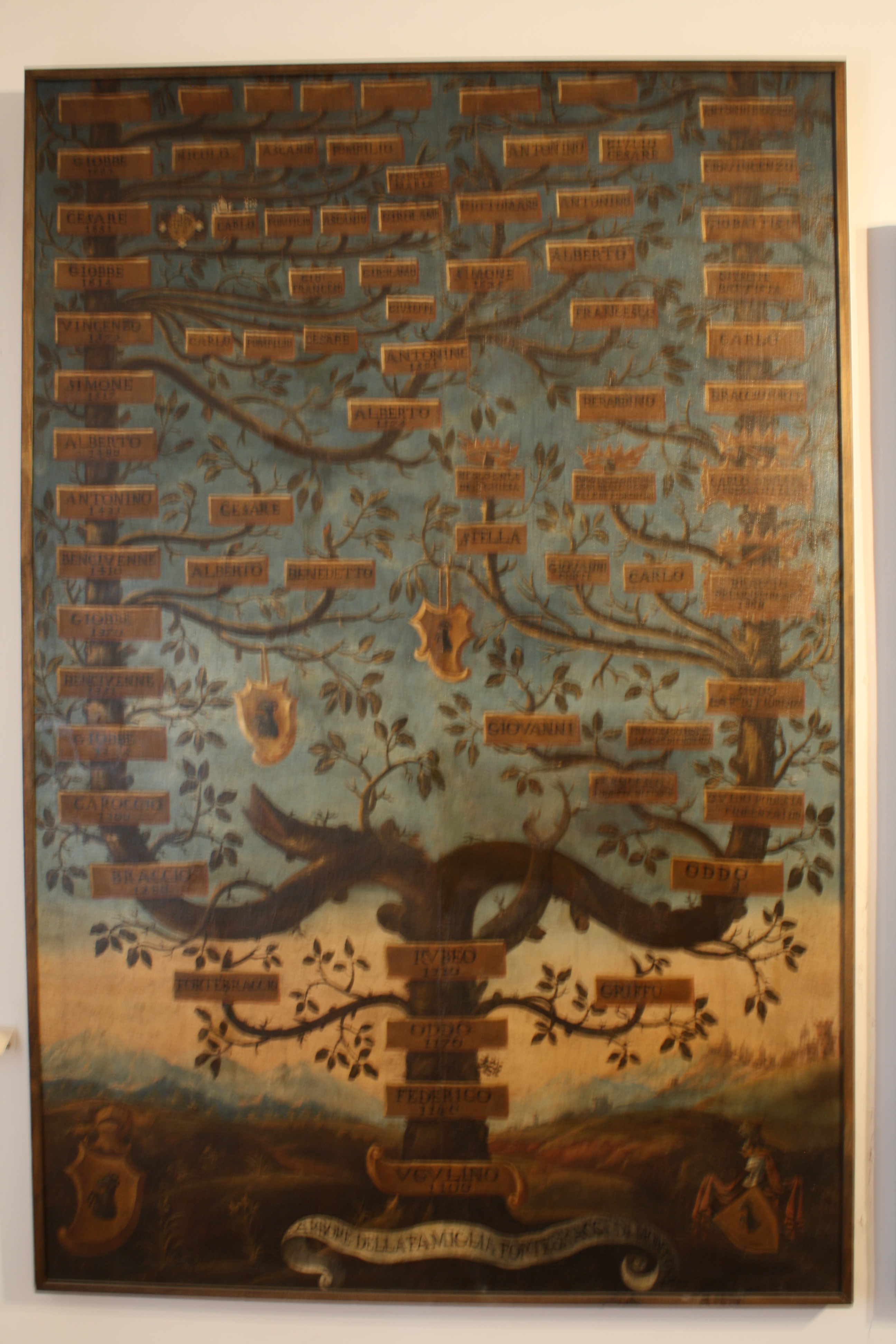
Albero genealogico

I due alberi genealogici datati inizio del XVIII sec, rappresentano la genealogia della famiglia Fortebracci. Davanti ad un paesaggio che verosimilmente rappresenta il borgo di Montone, si sviluppano i rami dell'albero che ha come capostipite Ugolino con la data 1100. Da costui si dipartono due diramazioni, quella dei Fortebracci e quella dei Giobbi, ramo collaterale della famiglia; ben evidenziato, sul ramo di destra il condottiero e signore Braccio da Montone. I due alberi genealogici identici per contenuto ma non per forma, dimostrano come la discendenza per via della legge salica fosse stabilita solo in linea maschile;

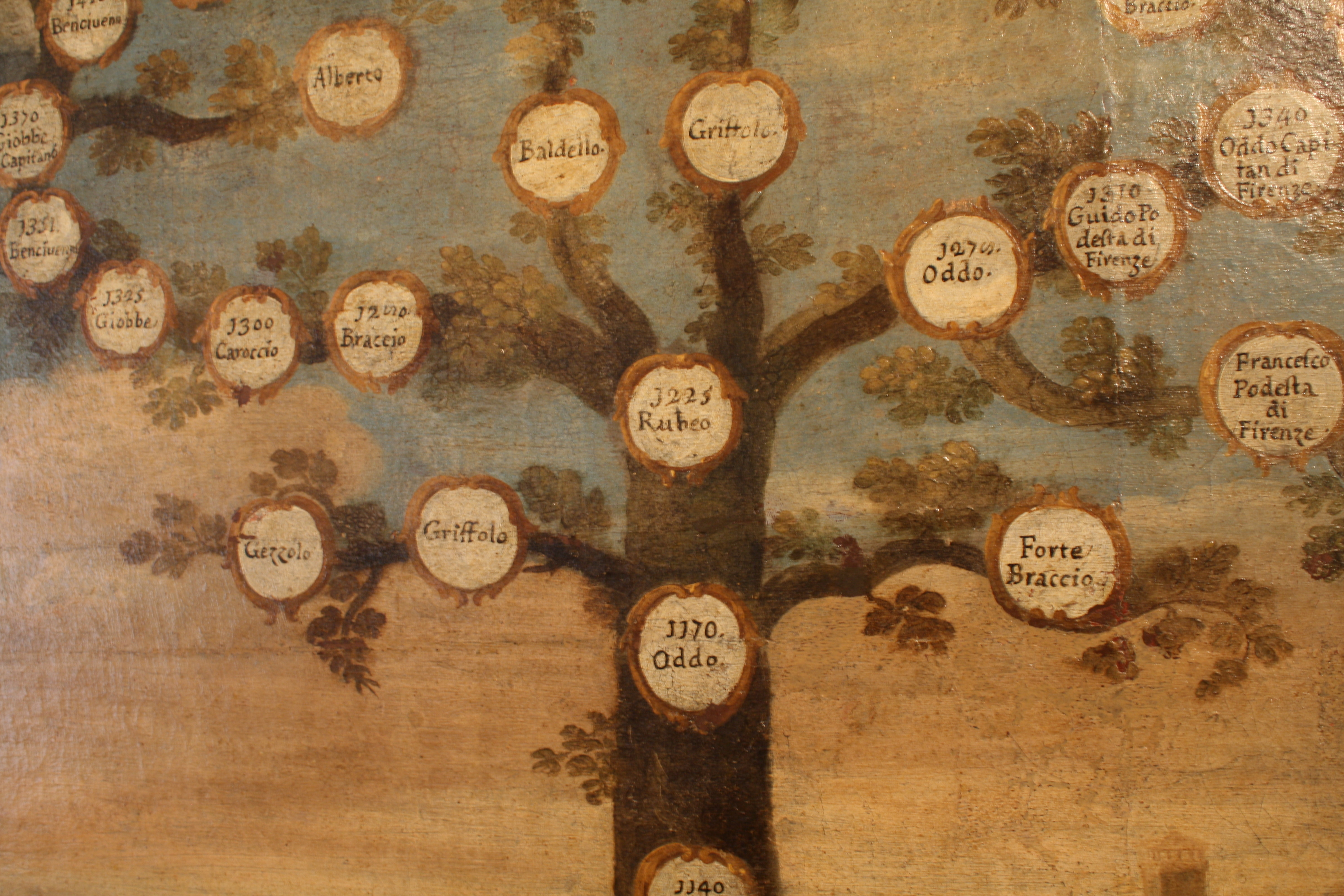
Albero genealogico-particolare

 è proprio per questa ragione che sono presenti unicamente nomi maschili ad eccezione di Stella, sorella di Braccio che compare nei due alberi genealogici perché suo figlio, Nicolò riportò dall'Aquila le spoglie del defunto zio Braccio Fortebracci. Gli alberi sono inoltre due in quanto uno era collocato nell'ultima residenza dei Fortebracci e l'altro nella sala consiliare del municipio di Montone.

### La Madonna della Misericordia

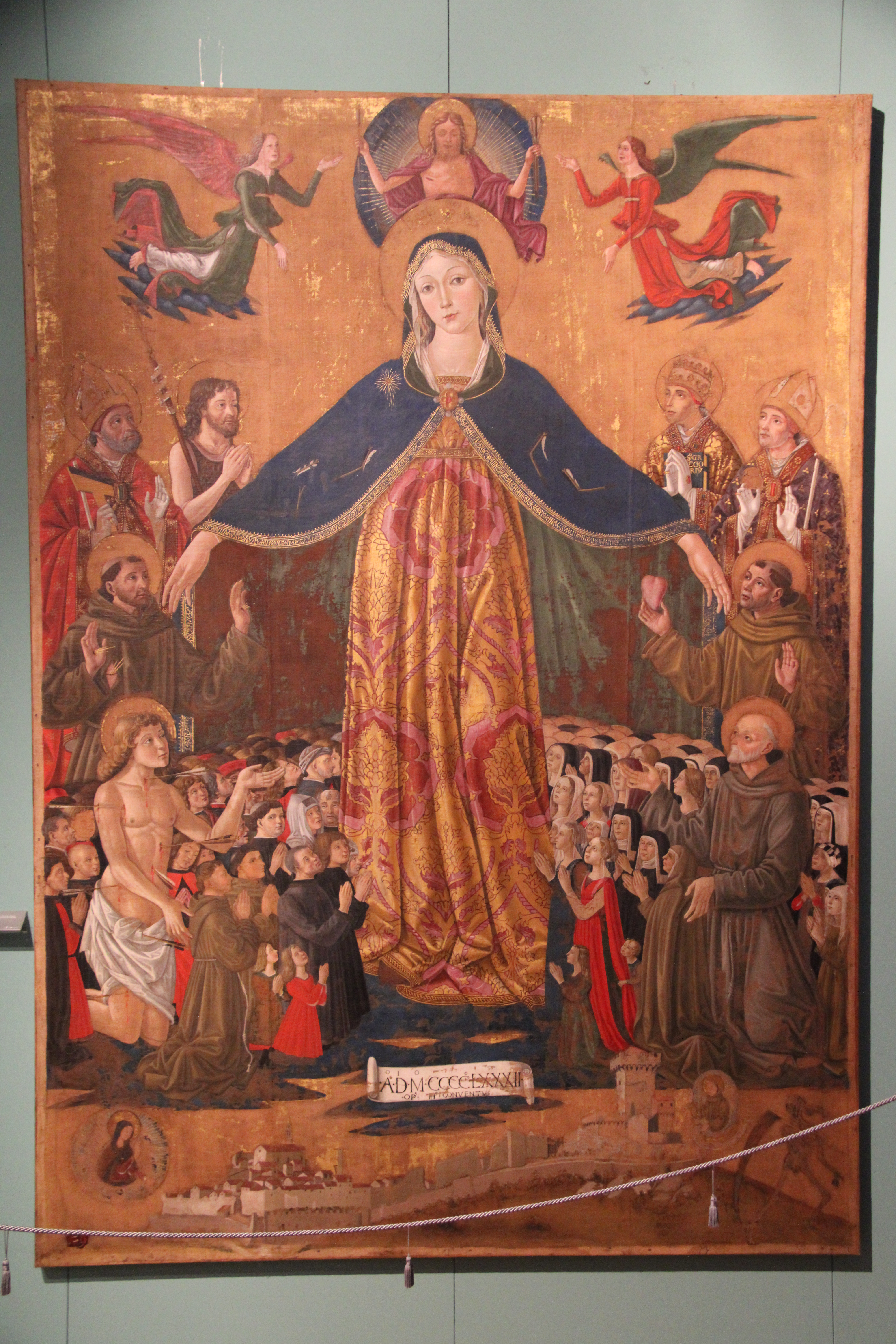
Caporali Madonna della Misericordia

La tela, opera di Bartolomeo Caporali realizzata su committenza del Convento dei Francescani, è datata 1482, ed era collocata nell'altare di destra della Chiesa di San Francesco. Senza dubbio è l'opera pittorica più rilevante della raccolta e rappresenta la sintesi perfetta tra i canoni pittorici toscani e quelli tipicamente umbri, unendo l'uso del fondo-oro con le rappresentazioni paesaggistiche tipiche dei gonfaloni umbri. Si tratta di un classico gonfalone contro la peste, che rientra nel genere di quelli realizzati nel XV secolo, in Umbria e in particolare in ambito perugino, per invocare il soccorso divino in caso di calamità e malattie. La Vergine della Misericordia protegge infatti i fedeli con il proprio mantello dalle frecce che simboleggiano le sciagure scagliate da Cristo giudice, nella terra; uno scheletro con la falce, immagine della morte, allude agli effetti nefasti della peste. Oltre ai santi Sebastiano(protettore antipeste), Francesco (santo a cui è intitolata la chiesa) e Biagio (protettore della gola e dei cardatori di lana), rappresentati a sinistra, e Nicola (protettore dell'ordine francescano, mercanti e commercianti) Bernardino (santo francescano importante assieme a sant'Antonio da Padova, nonché degli ammalati ai polmoni). Rappresentati a destra, compaiono il Battista, in veste di protettore del comune di Montone, San Gregorio, cui è dedicata la pieve, e Antonio di Padova, il santo taumaturgo dei Francescani. Nella realistica rappresentazione della città in basso, sono evidenti la chiesa di San Francesco e la rocca di Braccio di cui è l'unico documento storico prima della sua distruzione fatta operare da Papa Sisto IV nel 1478.

### Annunciazione e i santi Fedele e Lazzaro
Segue l'Annunciazione con i santi Fedele e Lazzaro, opera su tavola datata 1532  che rispecchia una delle varianti della cultura tardo-raffaellesca in Umbria. Il dipinto venne realizzato dal cortonese Tommaso Bernabei detto il Papacello, allievo e discepolo di Luca Signorelli,  in collaborazione con Vittore Cirelli, pittore di probabili origini montonesi. L'opera, un dipinto ad olio su tavola, raffigura l'Annunciazione tra i santi Fedele e Lazzaro; il primo soggetto è  raffigurato con la mitria e con il pastorale vescovile, mentre san Lazzaro tiene in mano il martelletto usato dai lebbrosi per avvisare della loro presenza. Il santo, infatti, assieme a san Rocco, è il protettore dal terribile flagello della peste.
L'opera proviene dalla chiesa di San Fedele.

### Altre opere
Vittore Cirelli è l'autore dell'Immacolata Concezione con profeti e sibille, opera attribuita fino a pochi anni fa ad un altro pittore, infatti, solo ultimamente, per mezzo della riflettografia a raggi infrarossi, si è letta con certezza la firma del Cirelli. In successione è invece collocata un'opera di autore umbro ignoto, raffigurante una Vergine Assunta con Bambino tra sante (riconoscibili dai loro attributi iconografici: Maddalena, Margherita di Antiochia e Caterina d'Alessandria) ed un abate benedettino. Sul lato sinistro della sala sono inoltre ubicate due tele; la prima del XVII sec. raffigurante San Carlo Borromeo del XVII sec. circa, la seconda opera a seguire è databile attorno al XVII sec e rappresenta la Deposizione dalla Croce; quest'ultimo dipinto richiama il manierismo, il michelangiolismo e in particolare la scuola veneta di Jacopo Palma il Giovane.

### Gruppo ligneo di Deposizione dalla Croce

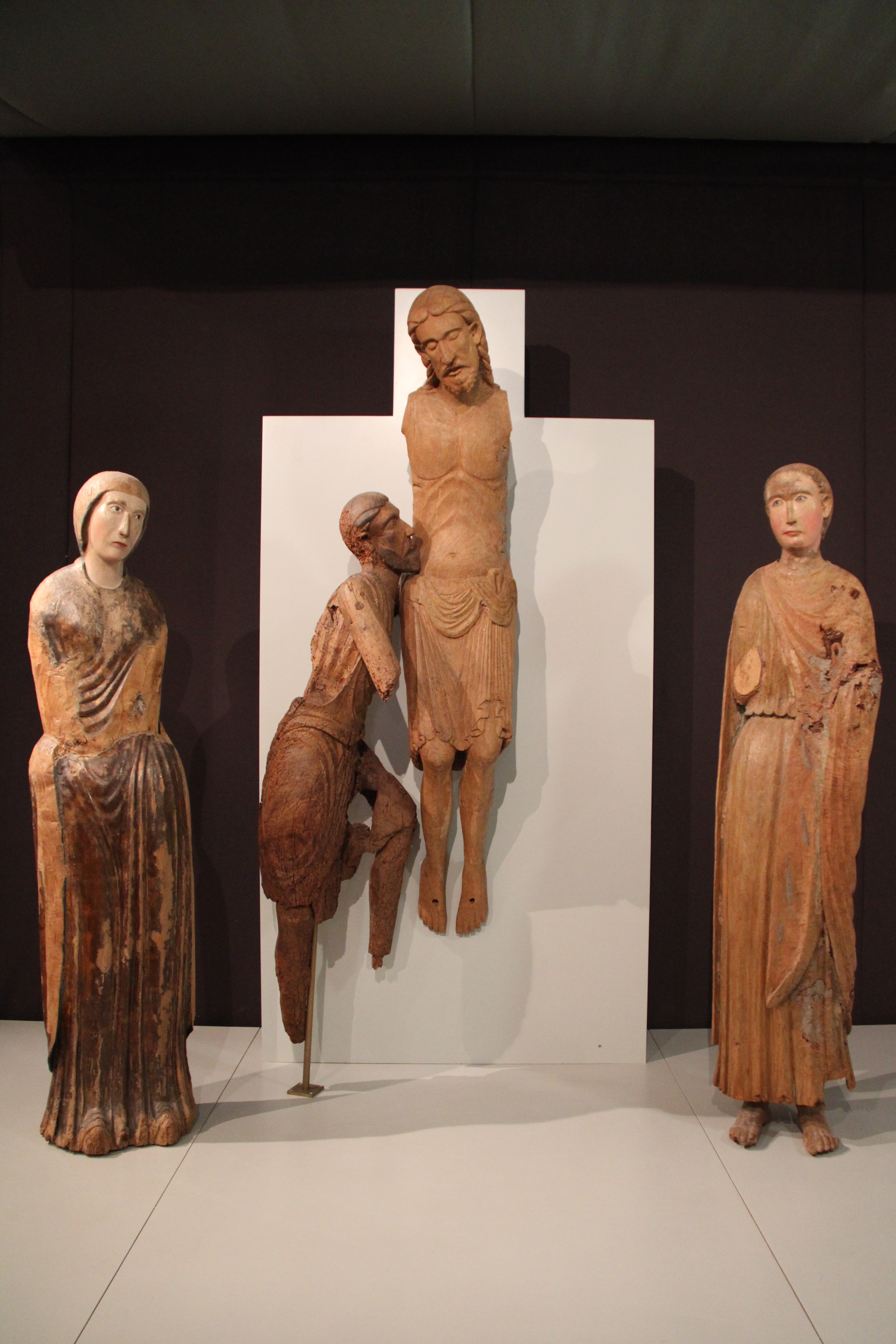
Gruppo di Deposizione

Al centro della prima sala è possibile ammirare il Gruppo ligneo di Deposizione dalla Croce, proveniente dalla Pieve di San Gregorio, datato 1260-1270; i gruppi lignei di deposizione, costituiscono uno dei soggetti più interessanti del patrimonio artistico tardomedievale di arte sacra. La presenza di tali deposti è peculiare da regione a regione; di essi ne sussiste un numero assai limitato di esemplari, alcuni dei quali di altissima qualità formale, conservati perlopiù nell'Italia centrale o comunque provenienti dall'Umbria, Marche, Toscana e Lazio. Il gruppo di deposizione di Montone può essere considerato la più recente acquisizione scientifica, nel campo della conoscenza dei tali gruppi lignei. Solo il recentissimo restauro ha rivelato la sua vera identità di deposizione, mentre in passato (a partire dalla prima metà del XVI sec.) è stato identificato come rappresentazione della crocifissione. Prima dell'ultimo e chiarificatore restauro, il gruppo era conservato all'interno di un armadio ligneo dorato con sportelli, sull'altare maggiore della pieve di San Gregorio Magno, la chiesa più antica fuori le mura di Montone. Le iscrizioni sull'altare indicano la data 1539, forse proprio a quest'anno è da riferirsi la riduzione del gruppo ligneo dalle originarie cinque figure a tre e la riqualificazione dello stesso da deposizione in crocifissione. L'esposizione di questi gruppi, scenicamente composti, avveniva solitamente il Venerdì Santo; queste figure avevano una funzione drammaturgica nello svolgimento delle Sacre Rappresentazioni della Passione di Cristo. Spesso la drammatizzazione era vivacizzata dalla lettura della Lauda che narrava attraverso il racconto tratto dai Vangeli apocrifi o sinottici, la Passione e morte di Cristo. Il gruppo di deposizione era composto solitamente da cinque figure, il Cristo, la Madonna, San Giovanni apostolo, Nicodemo e San Giuseppe d'Arimatea anche se il numero poteva variare. Tali gruppi ebbero una fortuna iconografico - religiosa limitata nel tempo. Questo fatto fu conseguenza dell'affermazione del Luteranesimo, della Riforma e dei canoni del Concilio di Trento nel 1548 che imposero forme più severe di manifestazione religiosa, a tal punto che i gruppi di deposizione subirono sorti differenti; in alcuni casi furono smembrati, in molti casi bruciati o in altri il Cristo venne mutato in Crocifisso e la Vergine in Addolorata.  Spesso le figure di tali deposti vennero persino collocate ciascuna in un proprio personale altare. Forse il gruppo ligneo di Montone si salvò proprio perché venne ricomposto come crocifissione e adattato in questo modo alle nuove esigenze dogmatiche emerse dal Concilio di Trento. Il recente restauro ha inoltre riportato alla luce le originali posture e le parti di cromie, come gli incarnati e la meccatura dell'abito della Vergine, dopo la rimozione di quelle applicate nel Cinquecento; in questo modo è stata restituita autenticità ad un così un alto ed importante esempio di scultura lignea Umbra del XIII sec.

### Paramenti sacri
Nella parte del convento che costeggia la parete interna della chiesa e da cui ci si affaccia attraverso monofore al suo interno, vengono conservati i paramenti sacri provenienti dalle chiese del borgo: indumenti liturgici, ornamenti sacerdotali, calici, ostensori di varia foggia.
Nella teca in fondo alla sala è possibile ammirare un Piviale in Gros broccato in seta decorato da galloni, eseguito a telaio in seta gialla nel XVII sec. Il decoro del piviale è costituito da racemi fogliati con tulipani e roselline.
Nella teca successiva è conservata una Pianeta in velluto cesellato e laminato in seta ed argento della metà del XVII sec. La particolarità del paramento consiste nella presenza di un frammento databile nel XV sec. di notevolissimo pregio e molto affine ad un altro tessuto conservato a Firenze presso il museo del Bargello.
La penultima teca conserva diversi oggetti sacri in argento di uso liturgico del convento con impresso il merco dell'argentiere; tali oggetti sono appartenuti al convento e sono datati tra il XVII e il XIX sec. La croce sbalzata e cesellata, l'ostensorio, il messale e il turibolo, hanno punzonato oltre al merco dell'argentiere anche lo stemma camerale dei Conti Fortebracci. Ciò ha spinto gli studiosi a ritenere che questi oggetti sacri siano stati donati dalla famiglia Fortebracci, alla chiesa di San Francesco, nella quale, questa stessa famiglia, come attestato da dei documenti d'archivio, aveva una propria cappella.

## Ex sede del Museo etnografico: Il Tamburo parlante
Già intorno alla fine dell'Ottocento in Italia iniziano a diffondersi i musei etnografici al fine di raccogliere ed esporre gli oggetti riportati in patria dagli esploratori durante i propri viaggi.
Nel 1993 nacque a Montone il museo etnografico "Il Tamburo Parlante" grazie alla raccolta di materiale delle popolazioni africane orientali raccolte dal professor Enrico Castelli.
Differentemente da quanto avviene nei musei etnografici tradizionali, “Il Tamburo Parlante” non presenta le singole etnie in base a sequenze di oggetti a loro appartenuti, ma suddividendo le sale secondo gli ecosistemi caratteristici della regione africana: foresta, savana, costa, regione dei Grandi Laghi.
Il museo ad oggi (2025) è stato disallestito e non è più visibile al pubblico.